# Isabelo Tampinco
Isabelo Tampinco (Manilla, 19 november 1850 - 20 januari 1933) was een Filipijns beeldhouwer.

## Biografie
Isabelo Tampinco werd geboren op 19 november 1850 in het district Binondo in de Filipijnse hoofdstad Manilla. Hij begon op jonge leeftijd met houtsnijden als leerling in werkplaatsen in Binondo en Santa Cruz. Later volgde hij een opleiding aan de Academia de Dibujo y Pintura, waar hij les kreeg van onder meer Agustin Saez en Lorenzo Rocha. Tampinco had een atelier in Quiapo en produceerde daar houtsnijwerk dat zijn weg vond naar kerken in Intramuros, Pangasinan en Ilocos Norte, overheidsgebouwen als het Malacañang Palace en het stadhuis en schoolgebouwen zoals het Ateneo de Manila. Voor zijn werk kreeg hij vele onderscheidingen. Zo won hij onder meer gouden medailles op de wereldtentoonstelling in Barcelona in 1888 en op de Louisiana Purchase Exposition. Naast zijn werk als beeldhouwer gaf hij les aan de Academia de Dibujo y Pintura en later ook aan de Philippine School of Arts and Trade.

## Bron
- Carlos Quirino, Who's who in Philippine history, Tahanan Books, Manilla (1995)

- Gemeinsame Normdatei: 1101496258
- International Standard Name Identifier: 0000 0004 4739 2216
- Library of Congress Control Number: n2015244621
- Virtual International Authority File: 315179963
- WorldCat: E39PBJwCWtkQbpYpM9MWkBHt8C